# Eric Carter
Pour les articles homonymes, voir Carter.
Eric Carter, né le 6 mars 1970 à Long Beach en Californie, est un coureur cycliste américain. Spécialisé en dual slalom puis en four-cross, ainsi qu'en descente à VTT, il a notamment été champion du monde de four cross en 2004 et a remporté les coupes du monde de dual-slalom en 1999 et de four cross en 2003.

## Palmarès

### Championnats du monde
- 1999 Åre
  -  Médaillé de bronze de la descente
- 2002 Kaprun
  -  Médaillé de bronze du four cross
- 2003 Lugano
  -  Médaillé d'argent du four cross
- 2004 Les Gets
  -  Champion du monde de four cross

### Coupe du monde
- Coupe du monde de dual-slalom (1)
  - 3e en 1998 (1 manche)
  - 1er en 1999 (2 manches)
  - 6e en 2000
  - 2e en 2001 (1 manche)
- Coupe du monde de 4-cross (1)
  - 5e en 2002 (2 manches)
  - 1er en 2003 (2 manches)
- Coupe du monde de descente
  - 9e en 1999